# Härskarras
En härskarras, av tyska Herrenvolk eller Herrenrasse, är i rasmedvetna uppfattningar en människoras som är lämpad att härska över sitt eget öde.
Idén uppstod i rasbiologin under 1800-talet, och var grundläggande i Nationalsocialistiska Tysklands ideologi.